# Aureliano Galeazzo
Aureliano Galeazzo (Acqui Terme, 12 giugno 1928 – Volpara, 23 dicembre 1944) è stato un partigiano italiano, medaglia d'oro al valor militare alla memoria.

## Biografia
Nome di battaglia "Miscel", frequentava ancora il Liceo scientifico a Genova quando decise di unirsi ai patrioti operanti nella zona di Acqui. Cadde combattendo contro i nazifascisti, che stavano compiendo un grande rastrellamento contro i partigiani e i tedeschi impedirono per alcuni giorni che la salma fosse rimossa.

## Onorificenze
La motivazione è riproposta nella lapide che ad Acqui, sull'edificio di piazza Duomo 13, è stata collocata sul muro della casa dove "Miscel" era nato. Strade di Acqui e di Genova portano il nome di Aureliano Galeazzo. Il complesso Yo Yo Mundi ha pubblicato nel 2005 il disco La Banda Tom e altre Storie partigiane che contiene la canzone Lamento per Aureliano.